# 542 Susanna
542 Susanna је астероид главног астероидног појаса. Приближан пречник астероида је 41,57 km,
а средња удаљеност астероида од Сунца износи 2,906 астрономских јединица (АЈ).
Инклинација (нагиб) орбите у односу на раван еклиптике је 12,075 степени, а орбитални период износи 1810,300 дана (4,956 године). Ексцентрицитет орбите астероида износи 0,138.
Апсолутна магнитуда астероида износи 9,36 а геометријски албедо 0,184.
Астероид је откривен 15. августа 1904. године.